# Chōjirō
Tanaka Chōjirō (長次郎) (1516-? 1592) fue el primer y más destacado alfarero documentado en el origen histórico de la producción de cerámica «raku» durante el periodo Momoyama en Japón.
Según el Centro Oficial del Raku, era hijo de Ameya, alfarero de origen chino conocedor de la técnica de la cerámica «sancai» de la dinastía Ming. Se le considera el artesano creador de la cerámicas en tres colores básicos, en el inicio de la producción de raku en Kioto y sus alrededores, como las encargadas para el palacio Jurakudai de Toyotomi Hideyoshi en 1574. La obra más antigua atribuida a Chôjirô es una figura de león de doble vidriado datada en 1574, y cinco años después se data el primer recipiente para té, dentro del conjunto de trabajos realizados para Sen no Rikyū, maestro de la ceremonia del té, obras que se conocen todavía como "tazones de té de la forma Sōeki" (por ser Sōeki el apodo de Rikyū). 
Según otro documento histórico fechado en 1584, Toyotomi Hideyoshi le entregó un sello con el kanji 楽 (sello de la manufactura raku). 
La manufactura «raku» tuvo continuidad en el trabajo del alfarero Jōkei, hijo adoptivo de Chōjirō, que al conseguir permiso para añadir el ideograma del Raku a su nombre oficializó el inicio de la saga familiar asociada a esta cerámica japonesa.